# Zeltnera venusta
Zeltnera venusta är en gentianaväxtart som först beskrevs av Asa Gray, och fick sitt nu gällande namn av G.Mans.. Zeltnera venusta ingår i släktet Zeltnera och familjen gentianaväxter. Inga underarter finns listade i Catalogue of Life.